# Rate limiting
Le rate limiting est utilisé pour contrôler le débit du trafic envoyé ou reçu sur une interface réseau. 
Le trafic inférieur ou égal à la limite spécifiée est envoyé, tandis que le trafic excédant cette limite est rejeté ou retardé. Un appareil qui remplit cette fonction est un limiteur de débit. Le rate limiting est effectué par traffic policing (rejet des paquets en excès), queuing (retard des paquets en transit) ou par contrôle de congestion (manipulation des mécanismes de contrôle de congestion du protocole utilisé). Policing et queuing peuvent être appliqués à tous les réseaux informatiques. Le contrôle de congestion peut seulement être appliqué aux protocoles réseaux utilisant des mécanismes de contrôle de congestion, tels que TCP.